# Nicolò Maggiore
Nicolò Maggiore, a volte indicato anche come Niccolò Maggiore (1798 – 1843), è stato un abate e storico italiano.
Sacerdote e professore di retorica originario di Corleone, fu abate benedettino nel Monastero di San Martino delle Scale.

## Biografia
Esperto di storia e archeologia, si interessò di storia e letteratura per l'infanzia, anche come bibliotecario del Duca di Serradifalco. Collaboratore assiduo del Giornale di Scienze Lettere ed Arti, nel 1840 pubblicò una Storia della Sicilia, preceduta nel 1834 da un compendio.
Una via di Corleone è a lui dedicata.